# Požár vlaku v tunelu Vranduk
Požár vlaku v tunelu Vranduk na území bývalé Jugoslávie (dnes Bosna a Hercegovina) se odehrál dne 17. února 1971 v 6:00 ráno.

## Průběh neštěstí
V jednokolejném tunelu Vranduk na trati Šamac – Sarajevo v blízkosti vesnice Nemila u Zenice došlo k poruše dieselové lokomotivy, která přepravovala cestující osobního vlaku č. 820, především místní obyvatele. Vlak měl celkem devět osobních vagonů.
Protože k nehodě došlo v neděli, bylo obsazení vozů pro cestující nižší, neboť ve vlaku nebyli ani žáci, ani pracovníci blízkých továren, které pravidelně svážel. Jediní pracovníci, kteří ve vlaku s cca 200 lidmi byli, se vraceli z noční směny.
Lokomotiva zastavila 300 m od výjezdu z 1,5 km dlouhého tunelu. Většina cestujících se domnívala, že vlak zastavil kvůli červené a čeká na uvolnění trasy před ním. Teprve vlaková četa nařídila cestujícím, aby běželi z tunelu ven. Zmatek a chaos na místě, který způsobil dým z hořící lokomotivy, však znemožnil značnému počtu cestujících se vůbec z vlaku dostat. Cesta ven z tunelu byla dlouhá přes kilometr, neboť jim bylo nařízeno běžet proti směru jízdy. Značný počet lidí odmítl opustit vlak a doufal, že bude lokomotiva vytažena jinou soupravou ven z tunelu. Tato situace však jen zpomalila evakuaci soupravy. Vysoká teplota zpřetrhala koleje; tři vagony se převrátily.
Na místo následně vyrazili záchranáři z nedalekého dolu Željezara. Přestože k neštěstí došlo v časných ranních hodinách, přeživší z vlaku byli vyprošťováni ještě v odpoledních hodinách. Celkem bylo zraněno 117 lidí a zemřelo 33 osob.

## Následky
Přeživším nehody ke ztrátě blízkých zaslal soustrastný telegram prezident tehdejší země, Josip Broz Tito. Vrcholní představitelé socialistické Bosny a Hercegoviny se sešli v Zenici na smutečním shromáždění. Událost se stala nejzávažnější železniční nehodou svého typu na území socialistické Jugoslávie i dnešní Bosny a Hercegoviny.